# Умовний екстремум
В математичній оптимізації, умовна оптимізація — це процес оптимізації цільової функції щодо деяких змінних за наявності обмежень на ці змінні. Цільова функція це або функція втрат або функція енергії, яку треба мінімізувати, або функція винагороди або функція корисності, яку треба максимізувати. Обмеження це або жорсткі обмеження, які встановлюють умови на змінні, які мають бути дотримані, або м'які обмеження, які встановлють штрафи на деякі значення змінних в цільовій функції, якщо (і наскільки) ці обмеження не дотримані.

## Визначення
Нехай {\displaystyle {G\subset R^{n}}} — відкрита множина і на G задані функції {\displaystyle y_{i}=f_{i}({\vec {x}}),{\vec {x}}\in G,i=1,2,..,m}. Позначимо через {\displaystyle E\subset G} таку, що {\displaystyle E=\lbrace {\vec {x}}\in G|f_{i}({\vec {x}})=0,i=1,2,..,m\rbrace }, де рівняння {\displaystyle f_{i}({\vec {x}})=0,i=1,2,..,m} називають рівняннями зв'язків.
Нехай на G визначена функція {\displaystyle y=f_{0}({\vec {x}})}. Точка {\displaystyle {\vec {x}}_{0}\in E} називається точкою умовного екстремуму функції {\displaystyle y=f_{0}({\vec {x}})} щодо рівнянь зв'язку, якщо вона є точкою звичайного екстремуму {\displaystyle f_{0}({\vec {x}})} на множині E (розглядаються околи {\displaystyle U_{E}({\vec {x}}_{0})=U_{G}({\vec {x}}_{0})\bigcap E}).

## Метод множників Лагранжа

### Теорема
Припустимо, що {\displaystyle f_{i},\ i=0,1,\ldots ,m} неперервно диференційовні, і нехай {\displaystyle {\vec {x}}_{0}} - точка умовного екстремуму функції {\displaystyle f_{0}({\vec {x}})} при виконанні рівнянь зв'язків. Тоді в цій точці {\displaystyle {\vec {x}}_{0}} градієнти {\displaystyle \nabla f_{i},i=0,1,..,m} є  лінійно залежні, тобто {\displaystyle \exists \lambda _{i},i=0,1,..,m:\sum _{i=0}^{m}|\lambda _{i}|\neq 0} але {\displaystyle \sum _{i=0}^{m}\lambda _{i}\nabla f_{i}={\vec {0}}}.

### Наслідок
Якщо {\displaystyle {\vec {x}}_{0}} - точка умовного екстремуму функції {\displaystyle f_{0}({\vec {x}})} відносно рівнянь зв’язку, то {\displaystyle \exists \lambda _{1},..,\lambda _{m}} такі, що в точці {\displaystyle {\vec {x}}_{0}~~\nabla f_{0}+\lambda _{1}\nabla f_{1}+..+\lambda _{m}f_{m}={\vec {0}}} або в координатному вигляді {\displaystyle {\frac {\partial f_{0}}{\partial x_{1}}}({\vec {x}}_{0})+\lambda _{1}{\frac {\partial f_{1}}{\partial x_{1}}}({\vec {x}}_{0})+..+\lambda _{m}{\frac {\partial f_{m}}{\partial x_{1}}}({\vec {x}}_{0})=0}.

### Достатня умова умовного екстремуму
Нехай {\displaystyle {\vec {x}}_{0}} — це стаціонарна точка функції Лагранжа {\displaystyle L({\vec {f}},{\vec {\lambda }},{\vec {x}})} при {\displaystyle \lambda ={\vec {\lambda }}_{0}}. Якщо {\displaystyle d^{2}L({\vec {x}}_{0}} - від'ємно (додатнью) визначена квадратична форма змінних {\displaystyle dx_{1},..,dx{n}} при умові {\displaystyle df_{1}({\vec {x}}_{i}=0,i=1,..,m}, то {\displaystyle {\vec {x}}_{0}} є точкою max (min для додатньо визначенної) умовного екстремуму. Якщо вона за цих умов не є знаковизначенною, тоді екстремуму немає.